# Израильская астрономическая ассоциация
Израильская астрономическая ассоциация является израильской некоммерческой организацией. Её целью является углубление и распространение астрономических знаний.

## История
Израильская астрономическая ассоциация была создана 28 мая 1951 года. Её основала группа астрономов-любителей, репатриантов из Германии и Чехии, в их числе д-р Хайлбрунер и д-р Зайчик, ставший первым председателем Ассоциации и проработавшим в ней много лет, до ухода по состоянию здоровья.
Решение о превращении Ассоциации во всеизраильскую было принято в 1953 году в канцелярии президента Израиля и при поддержке тогдашнего премьер-министра, Давида Бен-Гуриона. Целью решения было продвижение и распространение астрономии и сопряжённых наук в формирующемся государстве.
Земельное Управление Израиля предоставило в распоряжение Ассоциации участок земли в Иерусалиме в районе Гиват Рам, в том месте, которое позже будет отдано под строительство Еврейского Университета. В этом месте в 1956 году был построен планетарий для исключительного пользования Ассоциации. Он был основан на деньги семьи Уильямс из банка Палестины (теперешнего банка Леуми).
Деятельность Ассоциации проводилась и проводится среди широкой публики. Это делается посредством организации съездов, курсов, лекций и наблюдений для всех желающих, а также выпуска журнала «Астрономия». Он является единственным журналом на иврите в своём роде до сегодняшних дней.
В 1953 году Ассоциация открыла обсерваторию в квартале Тальбия (Тальбие) в Иерусалиме, и начала основание филиалов по всей стране: в Тель-Авиве, Рамат-Гане, Хайфе и в Галилее. Эти филиалы теперь не действуют; вместо них были созданы другие отделения. Вся деятельность членов Ассоциации велась и ведется на добровольных началах.
Из-за временной приостановки работы ассоциации и переноса основной её деятельности в город Гиватаим, в 1986 году Еврейский Университет захватил здание планетария, которое к тому времени оказалось на его территории. Под властью последнего оказался также телескоп Альберта Эйнштейна, переданный Ассоциации в 1962 году школой «Бен Шемен». Университетские власти отдали большую часть площади планетария под офисы, что привело к тому, что Израильская Астрономическая Ассоциация, а также семья Уильямса, подала две судебные жалобы на власти университета (8514/90, 1574/98), чтобы вернуть планетарий под управление Ассоциации и возобновить в нём астрономическую деятельность. К сожалению, было постановлено, что, несмотря на силовой захват университетом здания планетария, последний останется в его владении. Сегодня у Ассоциации нет средств для продолжения борьбы в этом направлении, и здание обсерватории в Гиват Раме продолжает использоваться не по назначению.
В 1967 году, после Шестидневной войны, была торжественно открыта астрономическая обсерватория в Гиватаиме в районе Гуш-Дан. Это место было выбрано из-за его высоты над уровнем моря, а также из-за удалённости от влажного побережья. Обсерватория была основана на деньги муниципалитета, Израильской Астрономической Ассоциации и иностранных донаторов, которые собрал основатель и первый глава обсерватории, Йоси Фукс. С момента создания обсерватория управляется при посредничестве мэрии Гиватаима. Председатели Ассоциации иногда становились главами обсерватории, и среди них Хаим Леви, д-р Ноах Брош, Илан Манулис и Игаль Патэль, который служит на этих двух постах уже более 20 лет (с 1987 года и по сегодняшний день).

## Основная деятельность сегодня

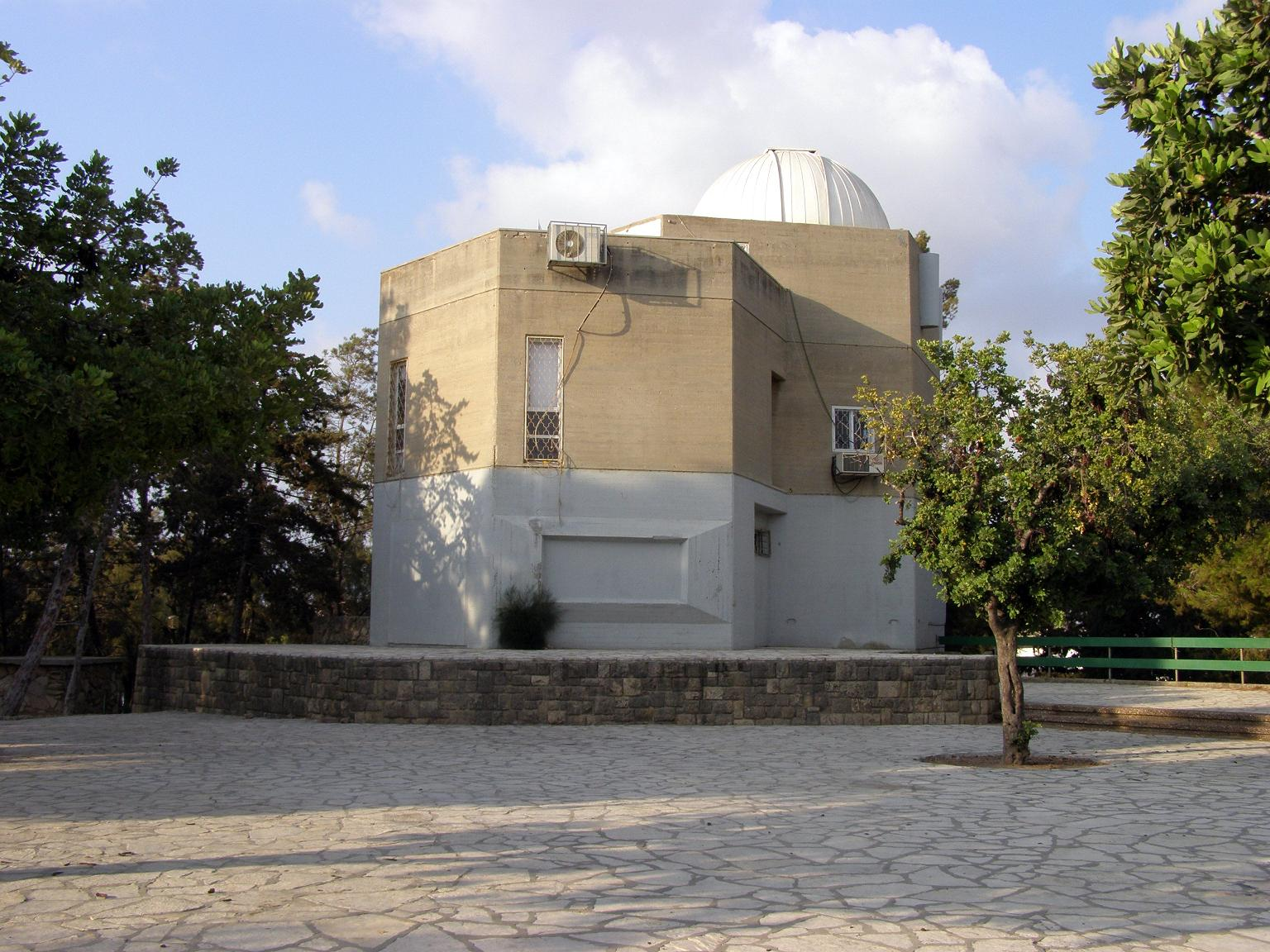
Астрономическая обсерватория в Гиватаиме

Израильская Астрономическая Ассоциация является некоммерческой организацией и насчитывает несколько сотен членов. Центром её деятельности является астрономическая обсерватория в Гиватаиме. Ассоциация проводит всеизраильские астрономические мероприятия, такие как организованные выездные наблюдения на юге Израиля, астрономические выходные, съезды и однодневные акции.
Ассоциация выпускает ежеквартальный журнал «Астрономия» и ежегодный альманах астрономических событий, видимых с территории Израиля.
Члены Ассоциации организуют время от времени так называемую «тротуарную астрономию»: выходят на улицы городов с телескопами и бесплатно показывают всем желающим астрономические объекты.
Мероприятия, проводимые Ассоциацией, организуются на средства от членских взносов (на 2008 год эта сумма составляет 150 шекелей в год), доходов от организуемых мероприятий и время от времени от помощи Министерства Науки и других спонсоров (последним из них в 1999 году являлась фирма Пелефон). Ассоциация поддерживает связи с подобными сообществами заграницей и с исследовательскими институтами в Израиле и за его пределами.

### Секции
В ассоциации существуют различные секции наблюдений. Основные две на сей день это:
- Секция наблюдений за метеорами под руководством Анны Левиной. В рамках этой секции проводятся наблюдения за метеорами и посылаются регулярные отчёты в Международную Метеорную Организацию. В 2008 году проводился семинар (рабочая группа) по наблюдению метеоров и были обучены новые наблюдатели, так что количество членов этого направления выросло с трёх до порядка десяти человек. Кроме того, около двух раз в году секция проводит лекции о метеорах, а также публикует прогнозы метеорных дождей в журнале Ассоциации и в Интернете.

- Секция переменных звёзд под руководством Офера Габзо. Пик работы этой секции пришёлся на 90-е годы, когда её членами являлись пять постоянных наблюдателей, которые посылали десятки тысяч отчётов о наблюдениях (оценки яркости переменных звёзд) в год в Американскую Ассоциацию наблюдателей переменных звёзд (несмотря на её название, это, в общем-то, международная организация). В 1992 году глава секции, Офер Габзо, установил мировой рекорд, совершив более 22 тысяч наблюдений за один год. Сегодня только Офер Габзо обладает подобными знаниями в Ассоциации, однако существует план организации рабочей группы по наблюдениям за переменными звёздами в 2008 году и возвращения прежней славы этой секции.

## Адрес
Israeli Astronomical Association
P.O. Box 149
Givatayim 53101 / Israel
Fax: +972-3-7314345
E-mail: astronomy@astronomy.org.il